# Angoisse de néantisation
L'angoisse de néantisation est un type particulier de l'angoisse défini par la psychanalyse, et observé principalement au cours des psychoses, tout comme l'angoisse de morcellement.
Contrairement à l'angoisse de castration qui survient plus tardivement, au cours de la période dite œdipienne et qui concerne l'angoisse d'avoir ou de perdre, l'angoisse de néantisation concerne le sentiment de soi, l'identité, et la crainte terrifiante d'une disparition du Moi, d'un retour au néant. Ce type d'angoisse normalement présente aux premiers temps du développement psychique peut se retrouver ensuite chez les patients présentant des troubles psychotiques.